# K moři (novela)
K moři je novela české spisovatelky Petry Soukupové, která vyšla v roce 2007. Zachycuje každodenní život rodiny a jejich problémy, ať se jedná o nenaplněné vztahy a touhy, obtíže komunikace či narušené mezilidské vztahy. Autorka za knihu obdržela Cenu Jiřího Ortena za nejlepší knihu autora do 30 let.

## Kompozice a obsah
Kniha je rozdělena do třech částí – Petrovy dvě ženy, K moři a Zbytky životů. Tyto části jsou ještě dále členěny na kratší kapitoly, jejichž jednotlivé odstavce také nesou svůj název. Děj je vystavěn chronologicky, popisuje hlavní hrdiny od dětství po jejich dospělost, eventuálně smrt.
Příběh pojednává o rodině, ve které je vzájemná komunikace na bodu mrazu, a proto se hlavní hrdinové setkávají s různými problémy (partnerskými, mezi sestrami, mezi dětmi a rodiči). První část knihy čtenáře postupně seznamuje s jednotlivými členy rodiny. Magda a Petr mají dvě dcery, Báru a Jitku. Vztah mezi partnery je neustále narušován úlety Petra, jednoho dne se manželé rozvedou a Petr začne žít s jinou partnerkou, s Klárou. S ní si adoptuje dcerku Adélu, která se stala sirotkem po autonehodě Klářiny sestry, a později se jim narodí dcera Johana. Ve druhé části, Petr odjíždí společně se všemi svými dcerami na dovolenou. Zde se začnou více prokreslovat charaktery sester a ukazují se hlavně jejich slabé stránky. Bára řeší pouze svoje vztahy a je nešťastná, že se oddalují s otcem, Jitka je tichá, zakřiknutá a má náznaky depresí, Adéle se zdá, že se jí od rodičů dostává málo lásky a trpí tím, Johana je rozmazlená. Příběh v této části vrcholí, když Johana při hádce, v úmyslu ublížit, Adéle řekne, že je adoptovaná. Po návratu domů se postavy vrací do svých běžných životů. Ve třetí části autorka popisuje životy jednotlivých postav během další životní fáze.
Jazyk je velmi strohý a věcný. Příběh je napsán krátkými a srozumitelnými větami. Celý text je velmi často doplňován informacemi v závorkách, většinou se jedná o nějaký dodatek či o hypotetický vývoj příběhu. Mezi hlavní témata novely patří boj o lásku a uznání, mezilidské vztahy v rámci rodiny, obtíže komunikace nebo pomíjivost lidského života.

## Přijetí
Jana Matějková v recenzi pro časopis Tvar napsala, že autorka dokázala vyprázdněnost životů postav zachytit díky řadě přesných, ostře načrtnutých postřehů. Vypravěčský jazyk se blíží přímé řeči a užívá hovorových a nespisovných výrazů, odlehčení přitom nezajišťuje „laskavý humor“, nýbrž výstižné sarkastické komentáře. Recenzentka pak shrnula dojem z knihy jako „přetrvávající beznaděj a ošklivost“. Knihu při čtení vnímala jako nebývalý text, tento pocit z ní nicméně po dočtení vyprchal.
Podle Kateřiny Piorecké je novela k moři „vyzrálým debutem“, který dokázal představit svébytný lapidární styl, kterým se autorka stala typická. Prózu popsala jako „netradiční typ rodinné ságy“, přičemž vševědoucí vypravěč nebere nijak v potaz historické reálie a děj je umístěn do určitého „bezčasí“ – velká historie přelomu 80 a 90. let je téměř zcela opominuta, až na jedinou poznámku o tom, jak to v obchodem po revoluci „šlo nahoru“.